# Ludas (stacja kolejowa)
Ludas (węg: Ludas vasútállomás) – stacja kolejowa w Ludas przy Vasút utca, na Węgrzech.
Obecny budynek stacji zbudowano w 1978 według projektu Emila Bakondi. Pokryty jest białymi marmurowymi płytami, a wewnątrz budynku podłogi są wyłożone czerwonymi marmurowymi płytami.

## Linie kolejowe
- Linia kolejowa 80 Budapest – Hatvan - Miskolc - Sátoraljaújhely

| Ludas                                                                        |  |                            |
| Linia kolejowa 80 Budapest – Hatvan - Miskolc - Sátoraljaújhely (101,000 km) |  |                            |
| Karácsondodległość: 4,000 km                                                 |  | Nagyút odległość: 5,000 km |